# Woldingham School
Woldingham School ist eine unabhängige römisch-katholische Mädchenschule in Surrey (England). Die Schule ist sowohl ein Internat mit ca. 400 Schülerinnen als auch eine Schule für Tagesschülerinnen. 

## Lage
Die Schule liegt auf einem Grundstück von 2,8 km² Größe. Der nächste Bahnhof ist Woldingham, der ungefähr 2 km von der Schule entfernt ist. Die nächste Stadt ist Caterham. Die Schule ist vierzig Minuten von London und zwanzig Minuten vom Flughafen London-Gatwick entfernt.

## Geschichte
Woldingham School wurde 1842 gegründet und gehört zu den „Sacred Heart“-Schulen. Die Society of the Sacred Heart wurde in Frankreich von Magdalena Sophie Barat gegründet. Die erste Sacred-Heart-Schule wurde 1801 in Amiens eröffnet. Danach wurden viele andere Schulen innerhalb Europas (später auch in Amerika) gegründet.
Im Jahre 1842 wurde Woldingham School (damals unter dem Namen Covenant of the Sacred Heart) eröffnet, doch zunächst war diese in Berrymead, London, dann in Roehampton, später in Newquay und schließlich in Stanford Hall angesiedelt, bis die Schule endlich ihren Standort in Woldingham bezog. Der Grund der wechselnden Standorte war unter anderem der Zweite Weltkrieg. Roehampton wurde zum Beispiel während eines Luftangriffs zerstört und die Schule entschied, dass ein neuer Standort gefunden werden musste. 1945 kaufte die Schule dann das Grundstück Marden Park und die Gebäude.

## Gebäude
Es gibt vier verschiedene Gebäude für verschiedene Jahrgänge. In Marden wohnen die 11- bis 13-Jährigen. Sie haben einen Spielplatz vor ihrer Tür und große Gemeinschaftsräume. Ihre Schlafzimmer, die sie mit drei anderen Mädchen teilen, können sie nach Lust und Laune gestalten.
Das Haupthaus (Main House) wird von den 13- bis 16-Jährigen bewohnt. Die Schlafzimmer des Jahrgangs 9 werden von zwei bis zwölf Personen bewohnt. Im Jahrgang 10 und 11 bekommt man dann Doppel- oder Einzelzimmer. Die Mädchen hier machen ihre Hausaufgaben selbstständig in ihren Zimmern. Die Schülerinnen tragen auch mehr Verantwortung, sie sind die Ältesten im Haupthaus und beaufsichtigen so auch die 11- bis 13-jährigen Mädchen bei ihren Hausaufgaben. Im Haupthaus kann man verschiedene Bibliotheken, die Klassenzimmer für Englisch, Mathematik, Erdkunde und Computerräume finden.
Die Unterprimanerinnen (16–17 Jahre alt) haben ihr eigenes Haus, das Berwick heißt. Die Oberprima wohnt in Shanley und die Studentinnen werden bevorzugt behandelt, da sie die Ältesten sind. Die Mädchen hier haben ihre eigenen Zimmer mit eigenem Badezimmer. Die Schülerinnen werden ermuntert mit den Lehrern in Kontakt zu treten und demnach ist es ihnen auch erlaubt, sich zu ihnen in den Aufenthaltsraum im Haupthaus zu gesellen und sich dort bei Kaffee, Tee oder Kakao zu unterhalten.
Ein weiteres Gebäude ist das Millennium Centre (Zentrum). Hier wird Musik, Theater und Geschichte unterrichtet. Es sind eine Turnhalle mit einem Fitnessraum und eine große Sporthalle für alle Sportarten vorhanden. Die Schule besitzt ein Schwimmbad und andere Sportplätze, so wie Plätze für Hockey, Netzball und Basketball.

## Haussystem
Eine Schülerin an der Woldingham Schule wird einem der vier Häuser Barat (Gelb), Digby (Grün), Duschesne (Rot) oder Stuart (Blau) zugeteilt. Diese Häuser organisieren verschiedene Ereignisse und sie veranstalten Hauswettbewerbe in Sport, Musik und führen auch Debatten. Es gibt auch Hausmessen und Hausessen.

## Freizeit
- Woldingham bietet eine Auswahl von Aktivitäten. Netzball, Hockey, Tanz und Schlagball sind sehr beliebt und Trainingsmöglichkeiten für Mannschaftssportarten, Fußball, Gymnastik, Tischtennis und Basketball existieren ebenfalls.
- Musik und Theater gelten in Woldingham als sehr wichtig. Viele Musik- und Theaterproben laufen in der Schule nach dem Unterricht. Es gibt jedes Jahr zwei große Theateraufführungen und zahlreiche Konzerte.
- Die Schülerinnen können auch eine Menge von ungewöhnlichen Aktivitäten ausüben. Dazu zählen Japanisch, Schießen, Fechten und Sporttauchen.

## Berühmte Schülerinnen (Auswahl)
- Maureen O’Sullivan (1911–1998), Schauspielerin
- Vivien Leigh (1913–1967), Schauspielerin
- Leslie Jane Ferrar (* 1955), Wirtschaftsprüferin
- Rachel Weisz (* 1970), Schauspielerin
- Carey Mulligan (* 1985), Schauspielerin
- Theodora von Griechenland (* 1983), Schauspielerin
- Emma Corrin (* 1995), Schauspielerin